# Сребрена лисица
„Сребрена лисица” је југословенски ТВ филм из 1985. године. Режирао га је Фарук Соколовић а сценарио је написао Драгутин Цвингл.

## Улоге
| Глумац                | Улога         |
| --------------------- | ------------- |
| Бранислав Лечић       | Капетан Браун |
| Данило Бата Стојковић | Чавче         |
| Михајло Мрваљевић     | Руди          |
| Нада Ђуревска         | Мици          |
| Миралем Зупчевић      | Официр        |
| Богданка Савић        | Руле          |
| Аднан Палангић        | Оклагија      |
| Сеад Бејтовић         |               |
| Небојша Вељовић       |               |
| Масо Топић            |               |

Остале улоге ▼
| Глумац          | Улога    |
| --------------- | -------- |
| Метод Певец     |          |
| Божидар Буњевац |          |
| Мирза Тановић   |          |
| Фарук Соколовић |          |
| Мурис Оручевић  |          |
| Емина Муфтиц    | Певачица |
| Мирјана Деак    |          |
| Ненад Инџић     |          |